# Firmin Bral
Firmin Bral (Waarschoot, 23 mei 1929 - Eeklo, 11 maart 2009) was een Belgisch beroepswielrenner. Hij was professioneel actief van 1953 tot 1962 en won 6 wedstrijden.
Naast een overwinning in de Bevrijdingsprijs Antwerpen-Luik-Antwerpen in 1958, won hij ook beroepsrennerswedstrijden in Gistel, Sint-Niklaas, Vichte, Strijpen en Eeklo.
Hij reed vooral in dienst bij Belgische ploegen met uitzondering in 1958 toen hij voor Peugeot reed.

## Resultaten in voornaamste wedstrijden
| Jaar | Gent-Wevelgem |
| ---- | ------------- |
| 1957 | 93e           |

## Ploegen
- 1953 Plume - Vainqueur
- 1954 Plume - Vainqueur
- 1955 Plume - Vainqueur
- 1956 Plume - Vainqueur
- 1957 Plume - Vainqueur - Regina
- 1958 Peugeot - BP - Dunlop (Frankrijk)
- 1958 Elvé - Peugeot - Marvan
- 1959 Groene Leeuw - Sinalco - SAS
- 1960 Groene Leeuw - Sinalco - SAS
- 1961 Groene Leeuw - SAS - Sinalco
- 1962 Wiel's - Groene Leeuw